# Погановски манастир
Погановският манастир „Свети Йоан Богослов“ (на сръбски: Манастир Поганово) е православна света обител на левия бряг на река Ерма, в околностите на село Поганово, Царибродско, Сърбия. Манастирът е част от Нишката епархия.

## История
Историците спорят за годината на построяване на манастира. Според Д.Алексич (1886 г.) и П.Гъбюв (1900 г.), историята на манастира започва около VIII-IX век. Проф. Кръстю Миятев посочва X-XI век като важен период за манастирската обител, когато според преданието по настояване на Кракра Пернишки, който по онова време е областен управител, е издигнат големият комин на магерницата. Пак според проф. Миятев, а също и според Константин Иречек в двора на манастира са открити монети от римските императори Юлий Цезар, Юстиниан, Аврелиан, български сребърни монети от цар Асен и др. Така или иначе тук е съществувал по-стар манастир, върху чиито основи вече през 1425 г. според повечето изследователи започва нов градеж.
На кръгли каменни плочи, взидани в западната стена на манастирската църква, са изсечени имената „господин Константин“ и „госпожа Елена“. Повечето сръбски учени предполагат, че става дума за владетеля Константин Драгаш и за неговата дъщеря Елена, съпруга на византийския император Мануил II Палеолог. Последната би трябвало да е продължила строителството на обителта след гибелта на баща ѝ в битката при Ровине (1395). Според сръбския изкуствовед Гойко Суботич, обаче, манастирската църква е издигната около 1415 – 1425 г. от някой местен владетел на име Константин, комуто Елена е била най-вероятно съпруга. Други учени застъпват тезата, че става въпрос за Св. св. Константин и Елена, патроните на манастира. Спас Сотиров е на мнение, че през XIV-XV век, когато военните действия с османците се изтеглят далеч оттук на северозапад, манастирът е възстановяван и изографисван от исихасти, дошли от Атон, които наред с предишните патрони Св. св. Константин и Елена приемат и нов патрон – Св. Йоан Богослов.
Надпис на вътрешната стена над входа в църквата съобщава, че изписването ѝ е завършено през месец октомври 1499 година. Стенописите, дело на майстори от Костурската художествена школа, заемат площ от общо около 360 m² и са сред най-добрите образци на църковното изкуство от онова време на Балканите.
От 1871 г. манастирът е под ведомството на Българската екзархия. От Освобождението (1878) до ноември 1920 г. той влиза в границите на България, след което по силата на Ньойския мирен договор (1919) бива предаден на Кралството на сърби, хървати и словенци и подчинен на Сръбската православна църква.
От Погановския манастир произхожда една двустранна икона, дарена (според получетлив гръцки надпис върху нея) от „царица (βασίλισσα) [Еле]на“ и обикновено датирана към 1396 г. От едната ѝ страна са изобразени в цял ръст Света Богородица Убежище (Καταφυγή) и св. Йоан Богослов, а на другата – Видението на пророците Йезекил и Авакум или „Чудото в Латом“ (Латомския манастир в Солун). През 1920 г. тази икона, иконостасът на църквата (1620) и други манастирски ценности са пренесени в България; сега те са изложени в криптата на храм-паметника „Свети Александър Невски“ в София.
Пренасянето на иконите, както и на други ценности от манастира (Поменикът на българските царе, камък с надпис от комина и стари ръкописни книги) е извършено от отец Василий в навечерието на Сръбско-българската война през 1885 г. и е продиктувано от една кражба от килията му на ценности (евангелие от XIV век и др. книги) от страна на сръбския историк Мита Ракич, който отнася откраднатите документи в Народната библиотека в Белград.
Днес Погановският манастир е мъжки. Той е домакин на участниците в Международен художествен семинар „Погановски манастир“.

## Други
На Погановския манастир е наречена улица в квартал „Хиподрума“ в София (Карта).